# قصة جوجل (كتاب)
قصة جوجل The Google Story هو كتاب من تأليف David Vise و Mark Malseed الذي يلقي نظرة متعمقة على من أسس شركة جوجل ولماذا هي فريدة من نوعها. من خلال هذا الكتاب يتعرف القراء على المؤسسين والشركة والثقافة التي تشتهر بها جوجل. تم نشر الكتاب باللغة الإنجليزية وتم نشره في 15 نوفمبر 2005.

## روابط خارجية
- الموقع الرسمي
- مقابلة بعد الكلمات مع Vise on The Google Story ، 4 مارس 2006